# Sveinn Björnsson
En aquest nom islandès, el darrer nom és un patronímic, no pas un cognom. La manera de referir-se a aquesta persona és pel nom de pila.
Sveinn Björnsson (Copenhaguen, 27 de febrer de 1881 - Reykjavík, 25 de gener de 1952) va ser el primer president de la República d'Islàndia, des que Islàndia es va independitzar de Dinamarca el 17 de juny de 1944 fins al 1952.

## Biografia i trajectòria política
Sveinn, fill d'un prominent periodista i editor islandès, es va matricular a la universitat el 1900, i es va graduar en Dret a la Universitat de Copenhaguen el 1907. Va exercir d'advocat entre 1907 i 1920 i fou un dels dos primers advocats del Tribunal Suprem islandès. Va ser membre del Consell de la ciutat de Reykjavík entre 1912 i 1920, moment en el qual va ser nomenat ambaixador a Dinamarca, càrrec que exercí fins al 1924 i, posteriorment, entre 1926 i 1941.
Sveinn va participar en la fundació i direcció de diverses empreses, com Eimskipafélag Íslands, empresa líder en l'enviament a Islàndia, i les companyies d'assegurances Brunabótafélag Íslands i Sjóvátryggingarfélag Íslands. Sveinn va ser, també, un dels fundadors de la Creu Roja d'Islàndia el 10 de desembre 1924 i el seu primer president, càrrec que va ocupar fins a 1926.
Sveinn fou escollit membre del Parlament el 1914 i fins al 1916, i posteriorment, el 1920. Va exercir com a enviat especial als Estats Units (1914) i Gran Bretanya (1915), participant en el primer acord comercial britànic-islandès. El 1941 fou anomenat regent d'Islàndia per l'Althingi (Parlament), i el president d'Islàndia, també per l'Althingi, el 17 de juny de 1944, a la cerimònia celebrada a Þingvellir, quan es va establir la República. Posteriorment, va ser escollit, sense oposició, el 1945 i novament el 1949. Va acabar el seu mandat el 1952.
Va estar casat amb Geòrgia Björnsson (18 de gener 1884 - 18 de setembre de 1957).